# 雷马事变
雷马事变是一次于1931年8月在兰州发生的政变。

## 背景
1930年中原大戰爆发，冯玉祥的手下甘肃省主席孙连仲率兵东下，冯玉祥调宁夏省政府主席马鸿宾代理甘肃省主席，由於马鸿宾是蒙藏委员会委员长马福祥的侄儿，他以时局前景难测，推辞不来就职，冯即令省政府职务由王桢(财政厅长)、李朝杰(民政厅长)、张维(建设厅长)、赵元贞(教育厅长)、裴建准(军务处长)、喇世俊(印花税局长)、王廷翰(禁烟善后局长)、杨思(造币厂长)共同维持，以王桢代行主席职务，人称“八大委员”执政，因兰州防卫空虚，调第八师师长雷中田率部驻扎省政府内。
因为战争甘肃经济困难，各地因反征税纷纷起兵造反，形成小军阀和土匪。王桢等估计省城仅有雷中田师，不能抵御，即向青海省地区军阀求兵增援。马麟、马步芳趁机扩张，并击败甘肃反对冯玉祥的小军阀和土匪。
1931年1月，中原大战结束。蒋介石任命马鸿宾代理甘肃省主席。受宁夏青海军阀支持的马鸿宾害怕顾祝同控制甘肃，决定就职。马鸿宾采取精兵简政政策，缩减士兵人数和口粮，但是他自己收编土匪，导致人心不服，雷中田、高振邦以此为借口增兵。马鸿宾又裁汰官员，任人唯亲，不接待当地阿訇，导致众人不满。

## 过程
何应钦的手下总部处长马文车、谭克敏、刘秉粹、严尔艾四人作为视察于1931年2月到甘肃，马鸿宾对他们唯命是從，同年8月7日，蒋介石任命马鸿宾为甘肃省主席，杨思为民政厅长，谭克敏为财政厅长，张维为建设厅长，水梓为教育厅长，李朝杰、贾缵绪、喇世俊、马文车为委员。
马文车认为马鸿宾缺少领导能力，便联络雷中田，发动政变，扣押马鸿宾，8月25日，成立临时省政府，马文车任代理主席兼代教育厅长，雷中田为全省保安总司令兼代财政厅长，还提拔了不少失意政客。当时兰州童谣说：“雷响马咤车翻过，一枪打死赵二哥”（杨小政客赵晚江）。
事件发生后马福祥派人向蒋介石报告，蒋亲拟致雷中田、高振邦的电稿表示：“连日接报告谓马主席被禁，如果属实，实属反叛中央，目无法纪，限文到即将马主席恢复自由，行施职权，中央命令，绝不更改，兹责成兄查办此案，并将查办情形，火急电复。”雷中田怀疑是马福祥、马福寿假造的，即将电文改为：“闻马主席被禁闭，究竟如何，兹派兄负责处理。如有意见，准予呈报，即希电复。”在报纸上披露。
9月14日，蒋介石致雷中田、高振邦：“甘肃视察马文车擅作威福，构成政变，将省政府主席马鸿宾私行扣留，经中央严令立将马主席恢复自由，行使职权，并未遵令办理，似此坏法乱纪，非严惩祸首，何以肃法纪而遏乱萌，电到仰该师长等即将该视察员马文车拿解来京究办，并遵令转知马鸿宾即日召集各委员行使职权。”

## 调解和平乱
吴佩孚率领二百余人，着北洋军服军徽，到甘肃招降纳叛，11月7日，抵兰州调解事变，9日马被释，下午吴佩孚就行辕举行宴会，为雷马二人见面和解，临时省政府也预备次日设宴为马饯行，但雷中田有悔意，不欲放马回宁夏，被随吴佩孚来的前国民二军的师长马少山侦悉，夜半给马鸿宾送信嘱其：“迅速出城，迟则有变。”马即于10日天未明出桥门，回宁夏任主席。
吴以调停雷马事变有功并派其政治处长刘泗等人，鼓动甘、宁、青、新、川各省的军事首领十八人联名致电国民党中央拥吴出山，主持抗日军事，蒋介石决定派西北軍將領杨虎城以潼关行营主任的名义派兵入甘平乱，杨虎城接到命令后，即派他的第十七师师长孙蔚如以兼潼关行营参谋长的名义入甘，雷中田以所有的兵力進行防禦，一败于会宁，再败于定西，最終全軍溃退，雷由陇西逃跑，残部由鲁大昌收编，吴佩孚、马文车仓皇由北路经宁夏轉進北京。

## 后续
12月12日，孙蔚如成立“甘肃省政府临时维持委员会”，自任委员长，以陈珪璋占据平凉随时有掐断陕甘交通，阻碍后援之虑，令其旅长杨子恒杀陈于兰州，并将在兰州和平凉的陈珪璋部队全都击散。
12月15日，蒋介石任命孙蔚如为甘肃宣慰使，同时改组甘肃省政府，以邵力子为省主席，但宣慰使實質上只是个临时性工作。
1933年，蒋介石命令胡宗南率國民革命軍第一軍進入甘肃，并以军人出身的朱绍良为甘肃省主席，後入甘的陕军陆续撤回陕西，杨虎城安排在甘肃的人，相继被肅清。
1934年8月，随着甘肃省政府秘书长杜斌丞的去职，杨虎城的势力基本被完全肅清，南京国民政府正式控制整個甘肃，结束了甘肃长达几十年的混乱局面，並以甘肃为基地，有效管控青海、宁夏等邊疆地区，影响力直达新疆。